# Adventure Time – Abenteuerzeit mit Finn und Jake
Adventure Time – Abenteuerzeit mit Finn und Jake (Originaltitel; Adventure Time) ist eine US-amerikanische Zeichentrickserie, die von 2010 bis 2018 von den Cartoon Network Studios produziert wurde. Die Pilotfolge wurde 2008 in der Serie „Random! Cartoons“ als einer von vielen Kurzfilmen bei Nickelodeon gezeigt. Nachdem die Folge im Internet immer beliebter wurde, entschloss sich Cartoon Network, eine ganze Serie zu produzieren.
Die humoristische Abenteuerserie vereint Elemente aus Fantasy, Märchen und Science-Fiction. Adventure Time wurde mit acht Emmys, zwei BAFTA Children’s Awards, dem Peabody Award und drei Annie Awards ausgezeichnet. 2018 endete die Serie mit der Ausstrahlung der zehnten, ehemals als neunten bezeichneten, Staffel. Die letzte Folge lief am 3. September 2018.
Vier Specials unter dem Titel Adventure Time: Distant Lands wurden ab 2020 auf HBO Max veröffentlicht.

## Inhalt
Die Serie erzählt von den Abenteuern des Menschenjungen Finn und seines besten Freundes und Adoptivbruders Jake, eines sprechenden Hundes mit magischen Kräften. Die beiden leben in dem postapokalyptischen Land Ooo, in dem es von Fabelwesen, magischen Prinzessinnen und technischen Überbleibseln unserer Welt wimmelt. Egal ob Prinzessin Bubblegum in Not ist oder der Eiskönig sich wieder einen finsteren Plan ausdenkt – Finn und Jake sind immer zur Stelle, wenn man sie braucht, und nehmen jede Herausforderung an.

## Figuren
- Finn ist ein anfangs 12 und nun 17 Jahre alter Junge, der nichts mehr liebt als Abenteuer. Er wäre gerne ein Held und hat vor langer Zeit geschworen, jedem zu helfen, der in Not ist, und gute Taten zu vollbringen. Als er klein war, wurde er von einer Hundefamilie großgezogen, zu der auch sein heutiger Hundefreund Jake gehört, der über magische Kräfte verfügt.
- Jake ist ein 28 Jahre alter Hund, der über magische Kräfte verfügt. Seine Kräfte erlauben es ihm, sich zu schrumpfen, zu wachsen, zu verbiegen oder sich in jede erdenkliche Form zu verwandeln. Außerdem trägt er immer eine durchsichtige Hose, die er einmal von Kobolden geschenkt bekommen hat. Genau wie sein bester Freund Finn liebt er es, spannende Abenteuer zu erleben. Durch seine Kräfte kann er Finn oft helfen, wenn sie gegen jemanden kämpfen.
- Prinzessin (Bonnibel) Bubblegum ist ein Kaugummi-Humanoid, vergleichbar mit den Bewohnern des Candy-Königreich, das sie regiert. Sie und Finn haben eine komplexe Beziehung. Finn war lange Zeit in Bubblegum verknallt und obwohl sie ihn sehr gern hat, erwiderte sie seine Gefühle nicht. In der Folge „What was Missing“ wird angedeutet, dass sie und Marceline in der Vergangenheit eine Beziehung hatten. Dies führte später zu einer Online-Kontroverse über ihre und Marcelines sexuelle Orientierung.[3] Im Finale der zweiten Staffel, „Mortal Recoil“, nachdem sie vom Lich besessen war, zerbrach sie und wurde als 13-Jährige wieder zum Leben erweckt, weil die Ärzte nicht genug Kaugummi hatten, um sie wieder in ihrem richtigen Alter aufzubauen. In der Episode „Too Young“ wird sie wieder 18, indem sie die von den Bewohnern des Candy-Königreiches gespendete Körperteile aufnimmt, um ihr Königreich vom Graf Zitronenbaum (Earl of Lemongrab) zurückzugewinnen. In der englischen Originalausgabe spricht sie gelegentlich kurze deutsche Sätze, z. B. aus Erstaunen.
- Lady Regenbogen (Lady Rainicorn) ist halb Regenbogen und halb Einhorn und Jakes feste Freundin. Sie kann Personen und Gegenstände färben und gehört zu Prinzessin Bubblegum. Außerdem spricht sie koreanisch, welches Jake versteht, jedoch nicht Finn.
- Der Eiskönig (Ice King) ist rund 1000 Jahre alt und versucht ständig, die verschiedenen Prinzessinnen aus Ooo zu entführen, um sie zur Heirat zu zwingen. Er besitzt magische Kräfte und kann Dinge einfrieren, Blitze erzeugen, mit seinem Bart fliegen und Schneemonster erschaffen. Seine größten Feinde sind Finn und Jake, denn sie versuchen immer seine finsteren Pläne zu durchkreuzen. Er war ursprünglich ein Mensch (Simon Petrikov). Durch eine magische Krone verlor er seine Verlobte und seinen Verstand, gleichzeitig erhielt er die magischen Fähigkeiten, die ihn auch den Atomkrieg überleben ließen. Sein Handlungsmotiv ist seine Einsamkeit, und er beneidet Jake und Finn um ihre Freundschaft.
- Marceline ist die 1000 Jahre alte Vampirkönigin. Sie erschreckt Leute immer nur zum Spaß. In der Folge Der Handlanger erfährt man, dass sie nur so tut als wäre sie böse. Nur Finn weiß, dass sie eigentlich ein netter Vampir ist. Sie verrät ihm auch, dass Vampire kein Blut trinken müssen, sondern nur irgendetwas Rotfarbiges. Sie hat zwei Bissspuren an ihrem Hals, weil sie vor dem Atomkrieg ein Halbdämon war. Vor diesem Krieg lebte sie unter der Obhut des Eiskönigs (sie war ein Kind), welcher ihr einen Teddybären schenkte, den man bis jetzt in manchen Episoden der Serie sehen kann.
- Günther (Gunter) ist der Anführer der Pinguine und der Diener des Eiskönigs. In Wirklichkeit ist Günther eine mächtige Gottheit namens Orgalorg, die das gesamte Sonnensystem erobern wollte. Nachdem er den Kampf gegen Grob Gob Glob Grod verlor, stürzte er auf die Erde. Durch den Aufprall wurde er in den Körper eines Pinguins gepresst.
- BMO (Beemo) ist eine sprechende Videospielkonsole bei Finn und Jake. BMO kann Personen in Videospiele transportieren und hat Funktionen anderer Geräte, zum Beispiel kann es eine Kamera, ein Videorekorder oder ein Wecker sein. Trotz seines kindischen Auftretens ist BMO eine der erwachsensten Figuren der Serie. Außerdem würde er gern ein echter Junge sein, weshalb er regelmäßig in Finn und Jakes Badezimmer vor dem Spiegel mit seinem Spiegelbild spricht (in einigen Episoden zu sehen).
- Flammenprinzessin (Flame Princess) ist die 16 Jahre alte Prinzessin des Flammenkönigreiches und die Tochter des Flammenkönigs. Sie ist eine von Finns Freunden. Wie alle anderen Bewohner des Flammenkönigreichs ist sie mit Feuer bedeckt. Die Flammen, die von ihrem Körper ausgehen, sind Ausdehnungen ihrer selbst, die sich verstärken, wenn sie emotional erregt wird. Finn beschreibt sie als „leidenschaftlich“. Sie war Finns erste Freundin, doch sie trennte sich von ihm, nachdem Finn sie und den Eiskönig dazu aufstachelte gegeneinander zu kämpfen.
- Beulenweltprinzessin (Lumpy-Space Princess) ist die Tochter des Königspaars der Beulenwelt. Sie ist ein wolkenartiges Lebewesen, welches nur aus lila Beulen besteht. Sie ist voreingenommen, sehr von sich überzeugt und lästert gerne über andere. Trotz ihrer eher männlichen Stimme wird sie als weiblich bestätigt.

## Vermarktung

### Spielzeug
Der Spielzeughersteller Jazwares veröffentlichte 2011 ein Sortiment von zwei, fünf, zehn und 20-Zoll lizenzierten Action-Figuren für die Serie. Des Weiteren wurden „Grow Your Own“-Figuren auf den Markt gebracht, die sich um mehr als 500 Prozent vergrößern sollen, wenn sie in Wasser getaucht werden. Für Cosplayer produziert Jazwares ein 24 Zoll großes Finn Sword.

### Comics
November 2011 kündigte BOOM! Studios Pläne für eine Comicheft-Serie an, die vom Schöpfer der Dinosaur Comics Ryan North geschrieben sowie von Braden Lamm und Shelli Paroline gezeichnet werden soll. Im Februar 2012 erschien in den USA die erste Ausgabe, die limitierten Ausgaben erscheinen seitdem monatlich.
Im April 2012 gab BOOM! Studios bekannt, dass im Juli desselben Jahres eine Spin-off-Comic-Serie mit dem Titel Adventure Time: Marceline and the Scream Queens veröffentlicht wird. Der Ableger wird von Meredith Gran (Octopus Pie) geschrieben und illustriert. Die Inhalte der Comics ranken sich um das 1000 Jahre alte Vampirmädchen Marceline und die Prinzessin Bubblegum.

### Videospiel
Ein auf der Serie basierendes Videospiel wurde von Pendleton Ward auf seinem Twitter-Account angekündigt. Das Spiel mit dem Titel Adventure Time: Hey Ice King! Why'd you steal our garbage?! wurde von WayForward Technologies für Nintendo DS und Nintendo 3DS entwickelt und im Herbst 2012 von D3 Publisher veröffentlicht. Ein weiteres Videospiel mit dem Titel Adventure Time: Piraten der Enchiridion wurde von Outright Games für Nintendo Switch und Playstation 4 entwickelt und erschien im Sommer 2018.

### DVD-Veröffentlichungen
| Name               | Veröffentlichung | Folgen | Kurzinformationen                                              | Staffel | FSK         |
| ------------------ | ---------------- | ------ | -------------------------------------------------------------- | ------- | ----------- |
| Staffel 1 / Vol. 1 | 21. Oktober 2011 | 5      | Diese DVD enthält die ersten fünf Folgen der ersten Staffel.   | 1       | Ab 6 Jahren |
| Staffel 1 / Vol. 2 | 21. Oktober 2011 | 4      | Diese DVD enthält die nächsten vier Folgen der ersten Staffel. | 1       | Ab 6 Jahren |
| Staffel 1 / Vol. 3 | 21. Oktober 2011 | 4      | Diese DVD enthält die letzten vier Folgen der ersten Staffel.  | 1       | Ab 6 Jahren |

## Synchronisation
Die Synchronisation entstand bei der SDI Germany GmbH in Berlin. Das Dialogbuch schrieb Dennis Schmidt-Foß, der auch für die Dialogregie zuständig ist. Von 2014 bis zur sechsten Staffel war Sven Plate für das Buch und die Regie zuständig. Mit der siebten Staffel übernahmen Marlon Rosenthal die Regie und Constantin von Jascheroff das Schreiben des Dialogbuches, wobei seitdem die Sprecher der Hauptrollen ausgetauscht wurden.
| Rolle                                       | Originalsprecher     | Deutsche Sprecher                                                   |
| ------------------------------------------- | -------------------- | ------------------------------------------------------------------- |
| Finn                                        | Jeremy Shada         | Carsten Otto (Staffel 1–6) Constantin von Jascheroff (ab Staffel 7) |
| Finn                                        | Jonathan Frakes      | Lutz Schnell (als Erwachsener)                                      |
| Finn                                        | Jonathan Frakes      | Jürgen Kluckert (als alter Mann)                                    |
| Jake                                        | John DiMaggio        | Matti Klemm (Staffel 1–6) Gerrit Hamann (ab Staffel 7)              |
| Prinzessin Bubblegum                        | Hynden Walch         | Esra Vural                                                          |
| Flammenprinzessin                           | Jessica DiCicco      | Franca Orlia                                                        |
| Eiskönig                                    | Tom Kenny            | Kaspar Eichel                                                       |
| Marceline                                   | Olivia Olson         | Anja Stadlober (Staffel 1–6) Julia Blankenburg (ab Staffel 7)       |
| Beemo (BMO)                                 | Niki Yang            | Dalia Mya Schmidt-Foß                                               |
| Beulenweltprinzessin (Lumpy-Space Princess) | Pendleton Ward       | Gerald Schaale                                                      |
| Tiffany                                     | Vincenzo Rauso       | Jonas Schmidt-Foß                                                   |
| Bryce                                       | Jon Wurster          | Sven Brieger                                                        |
| Rüsseltier (Tree Trunks)                    | Polly Lou Livingston | Luise Lunow (Staffel 1–6) Katja Schmitz (ab Staffel 7)              |

## Ausstrahlung
In den USA wurde die erste Staffel vom 5. April bis 27. September 2010 beim US-Kabelsender Cartoon Network erstausgestrahlt. Die zweite Staffel wurde vom 11. Oktober 2010 bis 9. Mai 2011 gezeigt. Die dritte Staffel wurde vom 11. Juli 2011 bis 13. Februar 2012 ausgestrahlt. Die vierte Staffel wurde vom 2. April 2012 bis 22. Oktober 2012 ausgestrahlt. Die fünfte Staffel wurde vom 12. November 2012 bis zum 17. März 2014 gesendet. Die sechste Staffel wird seit dem 21. April 2014 ausgestrahlt. Die siebte Staffel wurde am 25. Juli 2014 angekündigt. Am 29. September 2016 wurde bekannt, dass Adventure Time mit der zehnten Staffel im Jahr 2018 endet.
In Deutschland begann die Ausstrahlung der Serie in Doppelfolgen am 15. Januar 2011 auf dem Pay-TV-Sender Cartoon Network Deutschland. Vom 4. Februar 2012 bis 28. Juli 2012 wurde die Serie auch im Free-TV auf Kabel eins ausgestrahlt. Seit dem 11. Mai 2015 wird die Serie wieder im Free-TV, wochentags auf Nickelodeon, ausgestrahlt.
| Staffel | Episoden | Originale Erstausstrahlung | Originale Erstausstrahlung | Deutsche Erstausstrahlung | Deutsche Erstausstrahlung |
| Staffel | Episoden | Staffelpremiere            | Staffelfinale              | Staffelpremiere           | Staffelfinale             |
| ------- | -------- | -------------------------- | -------------------------- | ------------------------- | ------------------------- |
| Pilot   | Pilot    | Januar 2007                | Januar 2007                |                           |                           |
| 1       | 26       | 5. April 2010              | 27. September 2010         | 15. Januar 2011           |                           |
| 2       | 26       | 11. Oktober 2010           | 9. Mai 2011                |                           |                           |
| 3       | 26       | 11. Juli 2011              | 13. Februar 2012           | 25. Juni 2012             | 9. Juli 2012              |
| 4       | 26       | 2. April 2012              | 22. Oktober 2012           | 28. November 2012         | 5. März 2013              |
| 5       | 52       | 12. November 2012          | 17. März 2014              | 14. Oktober 2013          | 22. Oktober 2014          |
| 6       | 43       | 21. April 2014             | 5. Juni 2015               | 17. März 2015             | 5. Oktober 2015           |
| 7       | 39       | 2. November 2015           | 26. November 2016          | 29. März 2016             | 10. Januar 2017           |
| 8       | 14       | 23. Januar 2017            | 2. Februar 2017            | 25. März 2017             | 15. April 2017            |
| 9       | 14       | 21. April 2017             | 21. Juli 2017              | 6. Mai 2017               | 27. August 2017           |
| 10      | 12       | 17. September 2017         | 3. September 2018          | 14. Mai 2018              | 20. Oktober 2018          |

## Episodenliste
| Doppelfolge | US-Episode | Originaltitel                                           | Deutscher Titel                                      |
| ----------- | ---------- | ------------------------------------------------------- | ---------------------------------------------------- |
| 01          | 1/2        | Slumber Party Panic / Trouble in Lumpy Space            | Panik auf der Pyjamaparty / Ärger in der Beulenwelt  |
| 02          | 3/4        | Prisoners of Love / Tree Trunks                         | In den Fängen des Eiskönigs / Rüsseltier             |
| 03          | 5/6        | The Enchiridion! / The Jiggler                          | Das Enchiridion / Der Wackler                        |
| 04          | 7/8        | Ricardio the Heart Guy / Business Time                  | Ricardio, der Mann des Herzens / Die Geschäftsmänner |
| 05          | 9/10       | My Two Favorite People / Memories of Boom Boom Mountain | Meine zwei liebsten Freunde / Kindheitserinnerungen  |
| 06          | 11/12      | Finn the Wizard / Evicted!                              | Zauberei / An die Luft gesetzt!                      |
| 07          | 13/14      | City of Thieves / The Witch's Garden                    | Dieb wider Willen / Der Hexengarten                  |
| 08          | 15/16      | What is Life? / Ocean of Fear                           | Der Tortenwerfroboter / Der Ozean der Angst          |
| 09          | 17/18      | When Wedding Bells Thaw / Dungeon                       | Eisige Hochzeit / Das Verlies                        |
| 10          | 19/20      | The Duke / Freaky City                                  | Der Herzog / Freak City                              |
| 11          | 21/22      | Donny / Henchman                                        | Donny / Der Handlanger                               |
| 12          | 23/24      | Rainy Day Daydream / What Have You Done?                | Regentag Tagtraum / Was hast Du getan?               |
| 13          | 25/26      | Finn Meets His Hero / The Gut Grinder                   | Sein Held / Der Goldfresser                          |

| Doppelfolge | US-Episode | Originaltitel                              | Deutscher Titel                                             |
| ----------- | ---------- | ------------------------------------------ | ----------------------------------------------------------- |
| 14          | 27/28      | It Came from the Nightosphere / The Eyes   | Es kam aus der Nachtosphere / Die Augen                     |
| 15          | 29/30      | Loyalty to the King / Blood Under the Skin | Königstreue / Blut unter der Haut                           |
| 16          | 31/32      | Story Tellin' / Slow Love                  | Geschichten erzählen / Schneckenliebe                       |
| 17          | 33/34      | Power Animal / Crystals Have Power         | Tierische Power / Kristalle haben Kraft                     |
| 18          | 35/36      | Other Tarts / To Cut A Woman's Hair        | Die anderen Torten / Wie man einer Frau die Haare schneidet |
| 19          | 37/38      | The Chamber of Frozen Blades / Her Parents | Die Kammer der gefrorenen Klingen / Ihre Eltern             |
| 20          | 39/40      | The Pods / The Silent King                 | Die Hülsen / Der stumme König                               |
| 21          | 41/42      | The Real You / Guardians of Sunshine       | Dein wahres Ich / Die Wächter der Sonne                     |
| 22          | 43/44      | Death in Bloom / Susan Strong              | Tod im Blumenbeet / Susan Stark                             |
| 23          | 45/46      | Mystery Train / Go With Me                 | Der mysteriöse Zug / Komm mit mir                           |
| 24          | 47/48      | Belly of the Beast / The Limit             | Im Bauch des Monsters / Das Limit                           |
| 25          | 49/50      | Video Makers / This Mortal Folly           | Der Videodreh / Tödliche Dummheit                           |
| 26          | 51/52      | Mortal Recoil / Heat Signature             | Zurück von den Toten / Wärmesignatur                        |

| Doppelfolge | US-Episode | Originaltitel                                          | Deutscher Titel                                        |
| ----------- | ---------- | ------------------------------------------------------ | ------------------------------------------------------ |
| 27          | 53/54      | The Conquest of Cuteness / Morituri Te Salutamus       | Die süße Eroberung / Die Arena der Verdammten          |
| 28          | 55/56      | Memory of a Memory / Hitman                            | Erinnerung an eine Erinnerung / Hitman                 |
| 29          | 57/58      | Too Young / The Monster                                | Zu jung / Das Monster                                  |
| 30          | 59/60      | Still / Wizard Battle                                  | Erstarrt / Der Zauberer-Wettkampf                      |
| 31          | 61/62      | Adventure Time with Fionna and Cake / What Was Missing | Adventure Time mit Fiona & Cake / Was noch gefehlt hat |
| 32          | 63/64      | Apple Thief / The Creeps                               | Der Apfeldieb / Das große Gruseln                      |
| 33          | 65/66      | From Bad to Worse / Beautopia                          | Vom Regen in die Traufe / Beautopia                    |
| 34          | 67/68      | No One Can Hear You / Jake vs. Me-Mow                  | Niemand kann Dich hören / Jake vs. Miau                |
| 35          | 69/70      | Thank You / New Frontier                               | Danke sehr / Jakes Todestraum                          |
| 36          | 71/72      | Holly Jolly Secrets                                    | Weihnachtsgeheimnisse                                  |
| 37          | 73/74      | Marceline's Closet / Paper Pete                        | Marcelines Kleiderschrank / Papier Pete                |
| 38          | 75/76      | Another Way / Ghost Princess                           | Der andere Weg / Die Geisterprinzessin                 |
| 39          | 77/78      | Dad's Dungeon / Incendium                              | Dads Verlies / Entflammt                               |

| Doppelfolge | US-Episode | Originaltitel                                       | Deutscher Titel                                       |
| ----------- | ---------- | --------------------------------------------------- | ----------------------------------------------------- |
| 40          | 79/80      | Hot to the Touch / Five Short Graybles              | Zu heiß zum Anfassen / Alle fünf auf einmal           |
| 41          | 81/82      | Web Weirdos / Dream of Love                         | Gefangen im Netz / Traum der Liebe                    |
| 42          | 83/84      | Return to the Nightosphere / Daddy's Little Monster | Rückkehr zur Nachtosphäre / Daddys kleines Monster    |
| 43          | 85/86      | In Your Footsteps / Hug Wolf                        | In deinen Fußspuren / Der Kuschelwolf                 |
| 44          | 87/88      | Princess Monster Wife / Goliad                      | Die Prinzessinnen-Monsterfrau / Goliath               |
| 45          | 89/90      | Beyond This Earthly Realm / Gotcha!                 | Außerhalb der irdischen Sphären / Hab’ dich           |
| 46          | 91/92      | Princess Cookie / Card Wars                         | Die Keks-Prinzessin / Kartenkrieg                     |
| 47          | 93/94      | Sons Of Mars / Burning Low                          | Söhne des Mars / Abgebrannt                           |
| 48          | 95/96      | BMO Noire / King Worm                               | BMO Noire / Der Wurmkönig                             |
| 49          | 97/98      | Lady & Peebles / You Made Me!                       | Regenbogen-Einhorn & Bubblegum / Du hast mich gemacht |
| 50          | 99/100     | Who Would Win? / Ignition Point                     | Wer würde gewinnen / Zündpunkt                        |
| 51          | 101/102    | The Hard Easy / Reign of Gunters                    | Hart ganz zart / Die Herrschaft der Pinguine          |
| 52          | 103/104    | I Remember You / The Lich                           | Ich erinner mich an Dich / Der Litch                  |

| Doppelfolge | US-Episode | Originaltitel                                                         | Deutscher Titel                                                        |
| ----------- | ---------- | --------------------------------------------------------------------- | ---------------------------------------------------------------------- |
| 53          | 105/106    | Finn the Human / Jake the Dog                                         | Finn, der Mensch / Jake, der Hund                                      |
| 54          | 107/108    | Five More Short Graybles / Up a Tree                                  | Alle fünf auf einmal, die Zweite / Oben im Baum                        |
| 55          | 110/115    | Jake the Dad / Bad Little Boy                                         | Jake, der Dad / Böser, kleiner Junge                                   |
| 56          | 109/111    | All the Little People / Davey                                         | All die kleinen Leute / Davey                                          |
| 57          | 112/114    | Mystery Dungeon / Little Dude                                         | Der mysteriöse Kerker / Kleiner Kerl                                   |
| 58          | 113/116    | All Your Fault / Vault of Bones                                       | Alles deine Schuld / Gruft der Knochen                                 |
| 59          | 117/118    | The Great Bird Man / Simon and Marcy                                  | Der große Vogelmann / Simon und Marcy                                  |
| 60          | 120/119    | Puhoy / A Glitch Is A Glitch                                          | Die Kissenwelt / Eine Störung ist eine Störung                         |
| 61          | 127/122    | One Last Job / Princess Potluck                                       | Ein letzter Job / Das Picknick der Prinzessin                          |
| 62          | 121/123    | BMO Lost / James Baxter the Horse                                     | BMO verschollen / James Baxter, das Pferd                              |
| 63          | 124/125    | Shh! / The Suitor                                                     | Shh! / Der Verehrer                                                    |
| 64          | 126/128    | The Party's Over, Isla de Señorita / Another Five More Short Graybles | Die Party ist vorbei, Isla de Senorita / Und wieder fünf kleine Rätsel |
| 65          | 129/130    | Candy streets / Only Wizards Allowed, Fools!                          | Auf zuckersüßer Spur / Nur für Zauberer, ihr Trottel                   |
| 66          | 131/132    | Jake Suit / Be more                                                   | Der Jake-Anzug / Die BMO-Fabrik                                        |
| 67          | 133/134    | Sky Witch / Frost and Fire                                            | Die Himmelshexe / Eis und Feuer                                        |
| 68          | 135/136    | Too Old / Earth & Water                                               | Zu alt / Erde und Wasser                                               |
| 69          | 137/138    | Time Sandwich / The Vault                                             | Zeit-Sandwich / Der Gedankensafe                                       |
| 70          | 139/140    | Love games / Dungeon Train                                            | Der Liebeswettkampf / Der Abenteuerzug                                 |
| 71          | 141/142    | The Box Prince / Red Starved                                          | Der Schachtel-Prinz / Rot vor Hunger                                   |
| 72          | 143/144    | We Fixed a Truck / Play Date (1)                                      | Der reparierte Laster / Ungeliebte Gäste                               |
| 73          | 145/146    | The Pit (2) / James                                                   | Der Dämon / James                                                      |
| 74          | 147/148    | The Root Beer Guy / Apple Wedding                                     | Malzbier Mann / Die Apfelhochzeit                                      |
| 75          | 149/150    | Blade of Grass / Rattleballs                                          | Das Grasschwert / Klapperball                                          |
| 76          | 151/152    | The Red Throne / Betty                                                | Die Flammen-Herrschaft / Betty                                         |
| 77          | 153/154    | Bad Timing / Lemonhope Part 1                                         | Falscher Zeitpunkt / Zitronenhoffnung (1)                              |
| 78          | 155/156    | Lemonhope Part 2 / Billys Bucket List (Pt.1)                          | Zitronenhoffnung (2) / Billys Wunschliste                              |

| Doppelfolge | US-Episode | Originaltitel                                      | Deutscher Titel                                        |
| ----------- | ---------- | -------------------------------------------------- | ------------------------------------------------------ |
| 79          | 157/158    | Wake Up (pt.2) / Escape from the Citadel (pt.3)    |                                                        |
| 80          | 159/160    | James II / The Tower                               | James der Zweite / -                                   |
| 81          | 161/162    | Sad Face / Breezy                                  | Der traurige Clown / -                                 |
| 82          | 163/164    | Food Chain / Furniture & Meat                      | Die Nahrungskette / Der Fluch des Geldes               |
| 83          | 165/166    | The Prince Who Wanted Everything / Something Big   | Der Prinz, der einfach alles wollte / Kampf gegen Maja |
| 84          | 167/168    | Little Brother / Ocarina                           | Kleiner Bruder / Vater und Sohn                        |
| 85          | 169/170    | Thanks for the Crabapples, Giuseppe / Princess Day | Giuseppe / Prinzessinnentag                            |
| 86          | 171/172    | Nemesis / Joshua & Margaret Investigations         | Erzfeinde / Detektei Joshua und Margaret               |
| 87          | 173/174    | Ghost Fly / Everything’s Jake                      | Geisterfliege / Alles ist aus Jake gemacht             |
| 88          | 175/176    | Is That You? / Jake the Brick                      | Bist du das? / Ein Tag als Ziegel                      |
| 89          | 177/178    | Dentist / The Cooler                               | Der Zahnarzt / Auf kleiner Flamme                      |
| 90          | 179/180    | The Pajama War / Evergreen                         | Im Kleiderschrank / Immergrün                          |
| 91          | 181/182    | Astral Plane / Gold Stars                          | Losgelöst / -                                          |
| 92          | 183/184    | The Visitor / The Mountain                         | Der Besucher / Der Berg                                |
| 93          | 185/186    | Dark Purple / The Diary                            | Dunkellila / Das Tagebuch                              |
| 94          | 187/188    | Walnuts & Rain / Friends Forever                   | Walnüsse und Regen / Freunde für immer                 |
| 95          | 189/190    | Jeremaine / Chips & Ice Cream                      | Jermaine / Chips und Eiscreme                          |
| 96          | 191/192    | Graybles 1000+ / Hoots                             | Tausend auf einmal / Traum-Manipulation                |
| 97          | 193/194    | Water Park Prank / You Forgot Your Floaties        | Der Wasserpark-Streich / Auf der Suche                 |
| 98          | 195/196    | Be Sweet / Orgalorg                                | Sei ein Schatz / Orgalorg                              |
| 99          | 197/198    | On The Lam / Hot Diggity Doom                      | In einem fremden Land / Glühendes Verderben            |
| 100         | 199        | The Comet                                          | Der Komet                                              |

| Doppelfolge | US-Episode | Originaltitel                                                                 | Deutscher Titel                                        |
| ----------- | ---------- | ----------------------------------------------------------------------------- | ------------------------------------------------------ |
| 101         | 200/201    | Bonnie & Neddy / Varmints                                                     | Bonnie & Neddy / Varmints                              |
| 102         | 202/203    | Cherry Cream Soda / Mama Said                                                 | Schmutzbier Mann / Der fliegende Pilz                  |
| 103         | 204/205    | Football / Stakes Part 1: Marceline The Vampire Queen                         | Football / Marceline – die Vampirkönigin               |
| 104         | 206/207    | Stakes Part 2: Everything Stays / Stakes Part 3: Vamps About                  | Alles bleibt gleich / Die Vampire sind los             |
| 105         | 208/209    | Stakes Part 4: Empress Eyes / Stakes Part 5: May I Come In?                   | Die Augen der Herrscherin / Darf ich eintreten?        |
| 106         | 210/211    | Stakes Part 6: Take Her Back / Stakes Part 7: Checkmate                       | Im Mondlicht / Schachmatt                              |
| 107         | 212/213    | Stakes Part 8: The Dark Cloud / The More You Moe, The Moe You Know (Part 1)   | Die dunkle Wolke / Die Geburtstagsmission (1)          |
| 108         | 214/215    | The More You Moe, The Moe You Know (Part 2) / Summer Showers                  | Die Geburtstagsmission (2) / Sommerregen               |
| 109         | 216/217    | Angel Face / President Porpoise Is Missing!                                   | Angel Face / Delfinpräsident vermisst!                 |
| 110         | 218/219    | Blank-Eyed Girl / Bad Jubies                                                  | Das Mädchen mit dem leeren Blick / Schlechte Jubies    |
| 111         | 220/221    | King’s Ransom / Scamps                                                        | Günther wird vermisst / Meisterzocker                  |
| 112         | 222/223    | Crossover / The Hall Of Egress                                                | Multiversum / Die Höhle des Egress                     |
| 113         | 224/225    | Flute Spell / The Thin Yellow Line                                            | Flötenzauber / Ich bin Bananenwache 16                 |
| 114         | 226/227    | Broke His Crown / Don’t Look                                                  | Das Kronen-Labyrinth / Nicht glubschen                 |
| 115         | 228/229    | Beyond The Grotto Of The Sea Nymph / Lady Rainicorn And The Crystal Dimension | Jenseits der Grotte / Ausflug in die Kristalldimension |
| 116         | 230/231    | I Am A Sword / Bun Bun                                                        | Ich bin ein Schwert / Bun Bun                          |
| 117         | 232/233    | Normal Man / Elemental                                                        | Aus der Zauber / Die vier Elemente                     |
| 118         | 234/235    | Five Short Tables / The Music Hole                                            | Tischgeschichten / Der Bandcontest                     |
| 119         | 236/237    | Daddy Daughter Card Wars / Preboot                                            | Kartenkrieg-Doppel / Evolution                         |
| 120         | 238        | Reboot                                                                        | Revolution                                             |

| Doppelfolge | US-Episode | Originaltitel                                                             | Deutscher Titel                                                                        |
| ----------- | ---------- | ------------------------------------------------------------------------- | -------------------------------------------------------------------------------------- |
| 121         | 239/240    | Two Swords / Do No Harm                                                   | Finn trifft Fern trifft Finn / Doktor Finn                                             |
| 122         | 241/242    | Wheels / High Strangeness                                                 | Das Skate-Duell / Besuch aus dem All                                                   |
| 123         | 243/244    | Horse And Ball / Jelly Beans Have Power                                   | James Baxters Rückkehr / Die Kraft der Jelly Beans                                     |
| 124         | 245/246    | Islands Part 1: The Invitation / Islands Part 2: Whipple The Happy Dragon | Die Inseln – Teil 1: Die Einladung / Die Inseln – Teil 2: Whipple, der drollige Drache |
| 125         | 247/248    | Islands Part 3: Mysterious Island / Islands Part 4: Imaginary Resources   | Die Inseln – Teil 3: Die geheimnisvolle Insel / Die Inseln – Teil 4: Virtuelle Welten  |
| 126         | 249/250    | Islands Part 5: Hide And Seek / Islands Part 6: Min & Marty               | Die Inseln – Teil 5: Kara und Frieda / Die Inseln – Teil 6: Min und Marty              |
| 127         | 251/252    | Islands Part 7: Helpers / Islands Part 8: The Light Cloud                 | Teil 7: Die Helfer / Die Inseln – Teil 8: Die Lichtwolke                               |

| Doppelfolge | US-Episode | Originaltitel                                                 | Deutscher Titel                                                                   |
| ----------- | ---------- | ------------------------------------------------------------- | --------------------------------------------------------------------------------- |
| 128         | 253/254    | The Orb / Elements Part 1: Skyhooks                           | Fiese Träume / Die Elementale – Teil 1: Himmelshaken                              |
| 129         | 255/256    | Elements Part 2: Bespoken For / Elements Part 3: Winter Light | Die Elementale – Teil 2: Die seltsame Lady / Die Elementale – Teil 3: Winterlicht |
| 130         | 257/258    | Elements Part 4: Cloudy / Elements Part 5: Slime Central      | Die Elementale – Teil 4: Wolkie / Die Elementale – Teil 5: Schleim-tastisch       |
| 131         | 259/260    | Elements Part 6: Happy Warrior / Elements Part 7: Hero Heart  | Die Elementale – Teil 6: Drachenfeuer / Die Elementale – Teil 7: Heldenherz       |
| 132         | 261/262    | Elements Part 8: Skyhooks II / Abstract                       | Die Elementale – Teil 8: Himmelshaken 2 / Abstrakt                                |
| 133         | 263/264    | Ketchup / Fionna And Cake And Fionna                          | Von Katzen und Kartoffeln / Fionna und Cake und Fionna                            |
| 134         | 265/266    | Whispers / Three Buckets                                      | Das Flüstern / Der Hinterhalt                                                     |

| Doppelfolge | US-Episode | Originaltitel                            | Deutscher Titel                           |
| ----------- | ---------- | ---------------------------------------- | ----------------------------------------- |
| 135         | 267/268    | The Wild Hunt / Always Bmo Closing       | Die wilde Jagd / BMO macht Geschäfte      |
| 136         | 269/270    | Son Of Rap Bear / Bonnibel Bubblegum     | Der Sohn von Rap Bär / Bonnibel Bubblegum |
| 137         | 271/272    | Seventeen / Ring Of Fire                 | Siebzehn / Spiel mit dem Feuer            |
| 138         | 273/274    | Marcy & Hunson / The First Investigation | Marcy & Hunson / Erste Ermittlungen       |
| 139         | 275/276    | Blenanas / Jake The Starchild            | Blenanen / Jake, das Sternenkind          |
| 140         | 277/278    | Temple Of Mars / Gumbaldia               | Reise zum Mars / Gumbaldia                |
| 141         | 279/280    | Come Along with Me                       | Komm und folge mir                        |
| 142         | 281/282    | Come Along with Me                       | Komm und folge mir                        |